# Paulette Frantz
Pour les articles homonymes, voir Frantz.
Paulette Frantz, née le 5 septembre 1929 à Levallois-Perret (Hauts-de-Seine) et morte le 9 décembre 2022 à Créteil (Val-de-Marne), est une comédienne française.

## Biographie

### Carrière
À 21 ans, aux côtés de Nicolas Bataille (qui signe également la mise en scène), de Claude Mansard et de Henri-Jacques Huet, Paulette Frantz participe à la création de La Cantatrice chauve, anti-pièce d'Eugène Ionesco montée pour la première fois en 1950 au théâtre des Noctambules. Paulette Frantz a joué dans de nombreuses dramatiques télévisées (Ursule Mirouët, 1981...) et de feuilletons, ainsi que dans une quarantaine de longs-métrages de cinéma. Elle est la veuve du comédien Alain Janey (1926-1998).
Elle est l'auteure, avec Thierry P. Jullien, de l'ouvrage Mon chariot de Thespis, édité aux éditions Spinelle[réf. nécessaire].

#### Longévité
Paulette Frantz, ayant débuté au cinéma vers l'âge de huit ans, en 1937, est l'une des quatre seules actrices françaises à avoir eu une activité cinématographique d'au moins 80 ans, ex æquo avec Gisèle Casadesus (80 ans de présence à l'écran, entre 1934 et 2014), et devant Danielle Darrieux (79 ans, entre 1931 et 2010), Denise Grey (78 ans, entre 1913 et 1991), Micheline Presle (78 ans, entre 1937 et 2015), Judith Magre (74 ans, depuis 1948) et Brigitte Auber (73 ans, entre 1946 et 2019) — ces deux dernières sont encore vivantes aujourd'hui. Seules les actrices Monique Mélinand, active au cinéma de 1927 à 2011 (soit pendant 84 ans), et Paulette Dubost, présente de 1925 à 2006 (soit pendant 81 ans), ont battu ce record[réf. nécessaire].

### Mort
Elle meurt le 9 décembre 2022 à Créteil (Val-de-Marne), à l'âge de 93 ans. Ses obsèques se tiennent le 19 décembre à Champigny-sur-Marne, où son corps est crématisé.

## Filmographie

### Cinéma
- 1949 : Les Dieux du dimanche de René Lucot
- 1961 : Par-dessus le mur de Jean-Paul Le Chanois
- 1961 : Le Tracassin ou les Plaisirs de la ville d'Alex Joffé
- 1961 : L'Affaire Nina B. de 'Robert Siodmak
- 1961 : De quoi tu te mêles, Daniela ! (Zarte Haut in schwarzer Seide), de Max Pécas
- 1962 : Portrait-robot de Paul Paviot
- 1963 : Les Baisers, sketch Baiser de 16 ans de Claude Berri
- 1966 : Le Jardinier d'Argenteuil de Jean-Paul Le Chanois
- 1967 : Playtime de Jacques Tati[réf. nécessaire]
- 1973 : L'Histoire très bonne et très joyeuse de Colinot trousse-chemise de Nina Companeez
- 1975 : Le Chant du départ de Pascal Aubier
- 1977 : Le Roi des bricoleurs de Jean-Pierre Mocky
- 1978 : À l'est du Rio Concho de Gilbert Roussel
- 1978 : L'Exercice du pouvoir de Philippe Galland
- 1980 : Haine de Dominique Goult
- 1981 : Votre enfant m'intéresse de Jean-Michel Carré
- 1982 : T'empêches tout le monde de dormir de Gérard Lauzier
- 1982 : Interdit aux moins de 13 ans de Jean-Louis Bertuccelli
- 1983 : Ça va pas être triste de Pierre Sisser
- 1987 : Résidence surveillée de Frédéric Compain
- 1987 : Club de rencontres de Michel Lang
- 1987 : Les Oreilles entre les dents de Patrick Schulmann
- 1991 : Mayrig d'Henri Verneuil
- 1992 : À la vitesse d'un cheval au galop de Fabien Onteniente
- 1995 : Les Anges gardiens de Jean-Marie Poiré
- 1996 : Les Deux Papas et la Maman de Jean-Marc Longval et Smaïn
- 1999 : Le Voyage à Paris de Marc-Henri Dufresne
- 2001 : Dieu est grand, je suis toute petite de Pascale Bailly
- 2002 : La Mémoire dans la peau (The Bourne Identity) de Doug Liman
- 2006 : La Doublure de Francis Veber
- 2007 : 72/50 d'Armel de Lorme et Gauthier Fages de Bouteiller
- 2007 : Comme ton père de Marco Carmel
- 2009 : Coco de Gad Elmaleh
- 2010 : Henry de Kafka et Pascal Rémy
- 2013 : Violette de Martin Provost
- 2013 : Malavita de Luc Besson
- 2016 : La Dormeuse Duval de Manuel Sanchez
- 2016 : Ils sont partout d'Yvan Attal
- 2018 : Comme des rois de Xabi Molia

### Télévision
- 1958 : Misère et noblesse d'Eduardo Scarpetta, réalisation Marcel Bluwal
- 1961 : L'Amour des trois oranges de Pierre Badel
- 1971 : L'Heure éblouissante de Jeannette Hubert
- 1974 : Le Pain noir de Serge Moati (feuilleton télévisé)
- 1976 : Messieurs les jurés : L'Affaire Périssac d'André Michel
- 1977 : Rossel et la commune de Paris de Serge Moati
- 1977 : Les Confessions d'un enfant de chœur de Jean L'Hôte
- 1978 : Ciné-roman de Serge Moati
- 1980 : Médecins de nuit de Peter Kassovitz, épisode : L'usine Castel (série télévisée)
- 1980 : Les Enquêtes du commissaire Maigret, épisode : Le Charretier de la Providence de Marcel Cravenne
- 1981 : Julien Fontanes, magistrat, épisode La Dernière Haie de François Dupont-Midi
- 1981 : Sans Famille de Jacques Ertaud : la boulangère
- 1983 : Le disparu du 7 octobre de Jacques Ertaud : la bouchère
- 1987 : Les Enquêtes du commissaire Maigret, épisode : Un échec de Maigret de Gilles Katz
- 1993 : La Vérité en face de Étienne Périer
- 1996 : Le rêve d'Esther de Jacques Otmezguine
- 1996 : Les Allumettes suédoises de Jacques Ertaud : la concierge
- 1999 : Brigade des mineurs de Michaëla Watteaux
- 2000 : Julien l'apprenti de Jacques Otmezguine
- 2002 : Angelina de Claude d'Anna
- 2003 : Joséphine, ange gardien
- 2009 : Ticket gagnant de Julien Weill
- 2009 : Sœur Thérèse.com

## Théâtre

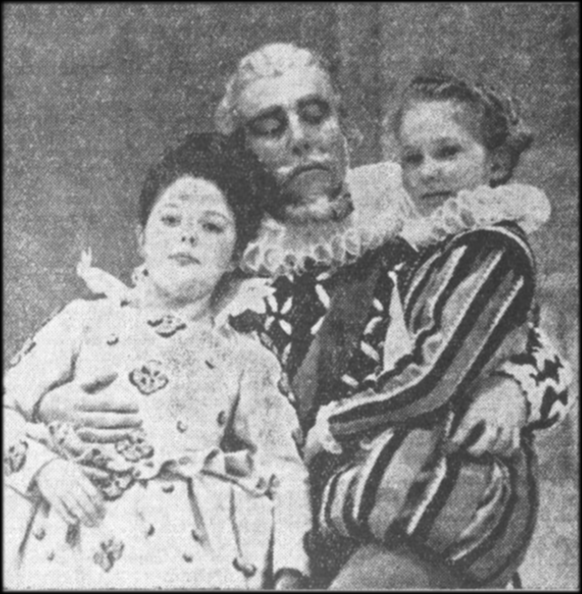
Paulette Frantz, Louis Seigner et Claude Borelli dans La Bête, en 1939.

- 1939 : La Bête, de Marius Riollet , Théâtre-Français[3]
- 1950 : La Cantatrice chauve d'Eugène Ionesco, mise en scène Nicolas Bataille, Théâtre des Noctambules création
- 1955 : L’Opéra du gueux de John Gay, mise en scène André Cellier et Gilles Léger, Poche Montparnasse
- 1955 : Jacques ou la soumission d'Eugène Ionesco, mise en scène Robert Postec, Théâtre de la Huchette
- 1956 : Misère et Noblesse d'Eduardo Scarpetta, mise en scène Jacques Fabbri, Théâtre de l'Alliance française
- 1959 : La Jument du roi de Jean Canolle, mise en scène Jacques Fabbri, Théâtre de Paris
- 1959 : La Punaise de Vladimir Maïakovski, mise en scène André Barsacq, Théâtre de l'Atelier
- 1961 : La Coquine d'André Roussin, mise en scène Jean Meyer, Théâtre du Palais-Royal
- 1962 : Les Femmes savantes de Molière, mise en scène Jean Meyer, Théâtre du Palais Royal
- 1963 : Les Femmes savantes de Molière, mise en scène Gilles Léger, Théâtre de l'Ambigu
- 1965 : Liola de Luigi Pirandello, mise en scène Bernard Jenny, Théâtre du Vieux-Colombier
- 1966 : Au théâtre ce soir : À la monnaie du Pape de Louis Velle, mise en scène de l'auteur, réalisation Pierre Sabbagh, Théâtre Marigny
- 1967 : Au théâtre ce soir : Vacances pour Jessica de Carolyn Green, mise en scène Yves Bureau, réalisation Pierre Sabbagh, Théâtre Marigny
- 1968 : La Baye de Philippe Adrien, mise en scène Antoine Bourseiller, Théâtre de Chaillot
- 1968 : Le Brave Soldat Chvéïk de Jaroslav Hašek, mise en scène José Valverde, Théâtre de l'Athénée-Louis-Jouvet
- 1970 : Monsieur Prudhomme d'Henry Monnier, mise en scène Henri Poirier, Théâtre des Nouveautés
- 1970 : Jeux de massacre d'Eugène Ionesco, mise en scène Jorge Lavelli, Théâtre Montparnasse
- 1971 : Le Train de l'aube de Tennessee Williams, mise en scène Jean-Pierre Laruy, Grand Théâtre de Limoges
- 1971 : Au théâtre ce soir : Misère et noblesse d'Eduardo Scarpetta, mise en scène Jacques Fabbri, réalisation Pierre Sabbagh, Théâtre Marigny
- 1972 : Honni soit qui mal y pense de Peter Barnes (en), mise en scène Stuart Burge, Théâtre de Paris
- 1973 : L'Homme en question de Félicien Marceau, mise en scène Pierre Franck, Théâtre de l'Atelier
- 1974 : Les Bienfaits de la culture d'Alexis Nikolaïevitch Tolstoï, mise en scène Jean Meyer, Théâtre des Célestins
- 1974 : Et à la fin était le bang de René de Obaldia, mise en scène Pierre Franck, Théâtre de l'Atelier
- 1974 : L'Avare de Molière, mise en scène Jean Meyer, Théâtre des Célestins
- 1975 : La Poudre aux yeux de Eugène Labiche, mise en scène Jean Meyer, Théâtre des Célestins
- 1975 : Attendons la fanfare de Guy Foissy, mise en scène Alain Janey, Théâtre de la Cour des Miracles
- 1975 : Le Légataire universel de Jean-François Regnard, mise en scène Jean Meyer, Théâtre des Célestins
- 1975 : Au théâtre ce soir : Lady Godiva de Jean Canolle, mise en scène Michel de Ré, réalisation Pierre Sabbagh, Théâtre Edouard VII
- 1976 : Au théâtre ce soir : Le monsieur qui attend d'Emlyn Williams, mise en scène Georges Vitaly, réalisation Pierre Sabbagh, Théâtre Edouard VII
- 1976 : La Cantatrice chauve d'Eugène Ionesco, mise en scène Jacques Mauclair, Théâtre des Célestins
- 1977 : Un ouvrage de dames de Jean-Claude Danaud, mise en scène Jacques Ardouin, Café-théâtre le Plateau Beaubourg
- 1978 : Les papas naissent dans les armoires de Giulio Scarnicci et Renzo Tarabusi, mise en scène Gérard Vergez, Théâtre de la Michodière
- 1978 : Au théâtre ce soir : Le Locataire du troisième sur la cour de Jerome K. Jerome, mise en scène André Villiers, réalisation Pierre Sabbagh, Théâtre Marigny
- 1981 : Au théâtre ce soir : Monsieur Vernet de Jules Renard, mise en scène Robert Manuel, réalisation Pierre Sabbagh, Théâtre Marigny
- 1982 : La Dernière Nuit de l'été d'Alexeï Arbouzov, mise en scène Yves Bureau, Théâtre Edouard VII
- 1987 : En famille, on s'arrange toujours ! d'Alexandre Ostrovski, mise en scène Jacques Mauclair, Théâtre du Marais
- 1990 : Moi, Feuerbach de Tankred Dorst, mise en scène Stephan Meldegg, Théâtre La Bruyère
- 2006 : La Petite Danube de Jean-Pierre Cannet, mise en scène Jean-Claude Gal, Théâtre du Pélican
- 2013 : La famille est dans le pré ! de Franck Le Hen, mise en scène Luq Hamet, tournée